# Gregory R. Choppin
Gregory Robert Choppin (Eagle Lake, Texas, Estados Unidos, 9 de noviembre de 1927 - 21 de octubre de 2015) fue un químico nuclear estadounidense, codescubridor del elemento químico de número atómico 101, junto a Albert Ghiorso, Bernard G. Harvey, Stanley G. Thompson, y Glenn T. Seaborg. Fue llamado mendelevio en honor de Dmitri Mendeléyev.
En 1956, se unió al Departamento de Química de la Universidad Estatal de Florida. Ejerció como director del departamento de 1968 a 1977 y nuevamente desde 1993 hasta 1994. En 1967, fue nombrado Profesor Distinguido Robert O. Lawton, cargo que ostenta en la actualidad. Sus principales investigaciones versan sobre la química de los lantánidos y actínidos, sobre todo el estudio de la cinética y termodinámica de la complejación, comportamiento redox de esos elementos y sus implicaciones sobre el medio ambiente.

## Formación y primeros años
Choppin obtuvo su licenciatura en química en la Universidad Loyola en Nueva Orleans con la calificación de maxima cum laude y se doctoró en 1953 en la Universidad de Texas (Austin).
De 1953 a 1956, fue investigador postdoctoral asociado en el Laboratorio Lawrence Berkeley, Departamento de Química, Universidad de California, Berkeley, California, donde trabajó con Glenn T. Seaborg y su equipo sobre el descubrimiento de nuevos elementos químicos.

## Descubrimiento del mendelevio
El mendelevio fue preparado en el ciclotrón de la Universidad de California, en marzo de 1955. 
Se consiguió bombardeando iones de helio (partículas alfa) sobre átomos de einstenio-253 adheridos sobre una lámina de oro. Esto dio lugar a unos pocos átomos del isótopo mendelevio-245, más un neutrón libre. Los productos de la transmutación fueron pasados a través de una columna de intercambio de iones Dovex-50 a 87 °C y posterior elusión con disolución de alfa-hidroxiisobutirato y detectados en una cámara de ionización donde se midió la posterior fisión espontánea. La fecha en que quedó demostrada la existencia del nuevo elemento fue el 19 de febrero de 1955.
Fueron necesarias importantes innovaciones técnicas para el éxito del experimento: el desarrollo del ciclotrón, el objetivo de retroceso, una nueva técnica de galvanoplastia de muy alto rendimiento y la mejora de la separación por intercambio de iones en columna.

## Publicaciones
Gregory Choppin ha sido coautor de varios libros de texto, incluyendo:
- Nuclear Chemistry: Theory and Applications
- Separations of f Elements
- Chemical Separations in Nuclear Waste Management (editor)
- Radiochemistry and Nuclear Chemistry

También ha escrito numerosos artículos científicos:
- A. Ghiorso, B. G. Harvey, G. R. Choppin, S. G. Thompson, and G. T. Seaborg. "New Element Mendelevium, Atomic Number 101." Physical Review, volumen 98, número 5, 1955, pp. 1518–1519. doi:10.1103/PhysRev.98.1518
- Bernard G. Harvey, Alfred Chetham-Strode, Albert Ghiorso, Gregory R. Choppin, Stanley G. Thompson (UC, Berkeley) . New Isotopes of Einsteinium. Phys. Rev. 104: 1315-1319, 1956.
- Bernard G. Harvey, Stanley G. Thompson, Albert Ghiorso, y Gregory R. Choppin. Further Production of Transcurium Nuclides by Neutron Irradiation. Phys. Rev. 93, 1129–1129 (1954)

## Premios y distinciones
Choppin ha recibido numerosos premios en reconocimiento a sus contribuciones a la investigación química.
- Medalla Hevesy en 2005 - es un importante premio internacional de excelencia en radioanalíticas y química nuclear.
- Medalla Becquerel de Química Nuclear de la Royal Society of Chemistry (Gran Bretaña).
- Salón de la Fama de la Fundación Educativa Alpha Phi Sigma
- Premio Alexander Von Humbolt al Científico Sénior de los EE. UU.
- Premio Seaborg en Ciencias de la separación
- Premio al Químico del Sur de la American Chemical Society
- Medalla de Oro de la Academia de Ciencias de la Florida
- Mención Presidencial por su destacado servicio a la Ciencia y la Tecnología Nucleares por la American Nuclear Society
- Premio del Instituto Americano de Química por su trabajo sobre reacciones nucleares y la enseñanza de la química
- Premio de la Sociedad Radioquímica - 2003
- Doctorado honoris causa en Ciencias por la Universidad de Loyola y doctorado honorario en Tecnología por la Universidad Chalmers de Gotemburgo, Suecia